# André Malherbe
Pour les articles homonymes, voir Malherbe.
André Malherbe, né le 21 mars 1956 à Huy et mort le 24 novembre 2022 à Liège,, est un pilote belge de motocross. Dans cette discipline, il est sacré trois fois champion du monde et trois fois vice-champion catégorie 500 cm3, entre 1980 et 1986, dans l'équipe Honda HRC.

## Biographie
Fils d'un ancien pilote de motocross qui s'occupe d'une concession Honda, André Malherbe effectue sa première course à l'âge de onze ans. Après sa première victoire dès l'année suivante, il gravit rapidement les échelons et atteint la catégorie « Inter ». 
Mais un obstacle se présente devant lui. En 1972, le gouvernement belge décide d'interdire la pratique de la moto, tant sur route qu'en compétition, avant l'âge de dix-huit ans. Après de nombreuses démarches infructueuses, il demande une licence en France, licence qui ne lui sera finalement accordée que quelques jours avant le début du championnat d'Europe 1973. Il remporte le premier grand prix de la saison puis le championnat d’Europe de motocross FIM 125 cm3 en 1973 sous les couleurs françaises, sur une moto Zündapp. Il est à nouveau champion l'année suivante,. Il reprendra plus tard une licence belge.
Malherbe termine la saison 1977 troisième du championnat du monde de motocross 250 cm3. Il passe au championnat du monde de 500 cm3 en 1978 et termine la saison en tant que meilleur pilote KTM à la sixième place. Il rejoint l’équipe Honda en 1979 et termine à la troisième place derrière son coéquipier Graham Noyce et Gerrit Wolsink de l'équipe Suzuki au championnat du monde 500 cm3.

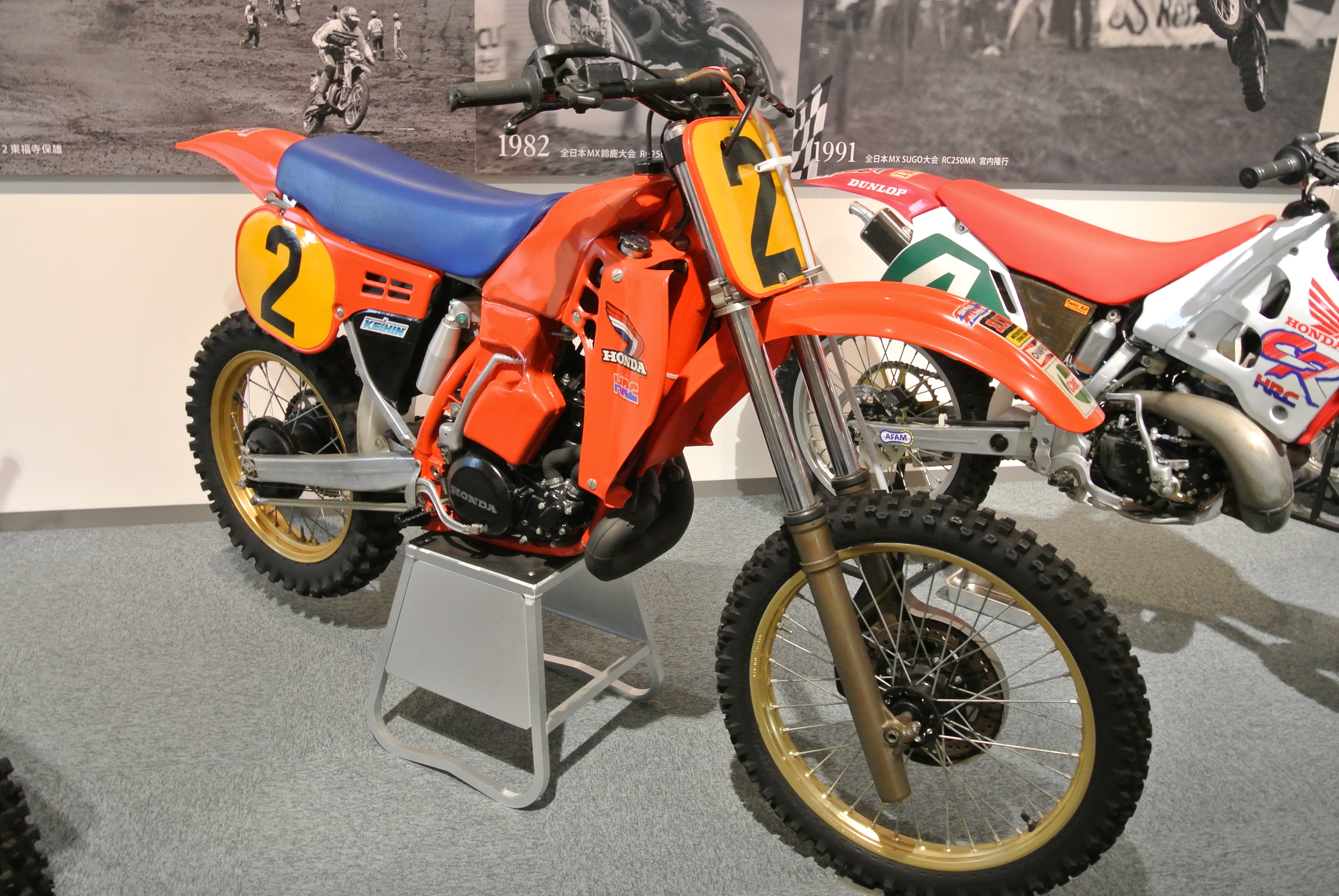
Honda RC500M 1984 d'André Malherbe

En 1980, il remporte son premier championnat du monde 500 cm3 en tant que membre de l’équipe Honda Factory Racing. Malherbe défend son titre avec succès en 1981 et en 1984 il remporte son troisième championnat du monde 500 cm3 pour Honda. Au moment de sa retraite, les 41 victoires d'André Malherbe en motocross le plaçaient quatrième de tous les temps sur la liste des vainqueurs de Grands Prix.
En 1987, une fois sa carrière de motocross terminée, il se tourne vers le sport automobile en participant à une saison en championnat de France de Formule 3 avec l'équipe Sport Auto Racing. Il a également participé aux 24 Heures de Spa 1987 du Championnat du monde des voitures de tourisme.

### L'accident au Paris-Dakar
En 1988, il se laisse convaincre par Jean-Claude Olivier pour découvrir le monde des rallye-raids et rejoint le team officiel Yamaha Sonauto Mobil1 pour le 10ème Paris-Alger-Dakar. Il fait équipe aux côtés de Jean-Claude Olivier, Stéphane Peterhansel (qui participe à son premier Dakar) et Thierry Charbonnier. Le 6 janvier au matin, lors de la quatrième étape avec un départ de Bordj Omar Driss et 987 km au programme, direction Tamanrasset, alors qu'il est 9ème au général, André Malherbe perd le contrôle de l'arrière de sa moto et chute sur la tête. Il subit de graves blessures qui le rendent tétraplégique.
Depuis l'accident André est aidé par son meilleur ami Jean-Claude Laquaye qui est à  ses côtés en permanence. Ils sont amis d'enfance, ont commencé le motocross, s'entrainaient et partaient sur les circuits ensemble,. Jean-Claude a été champion de Belgique de motocross catégorie 250 cm3 en 1979 et vainqueur de la Coupe de l'Avenir en 1973, un an avant son ami.
Il décède le 24 novembre 2022 à Liège. Le 2 avril 2023, André Malherbe a été mis à l’honneur durant une journée de commémoration. Plusieurs centaines de personnes se sont rendues sur l’esplanade de la citadelle de Namur pour son dernier voyage. Les cendres du triple champion du monde de motocross ont été répandues sur le lieu de ses plus belles victoires.

## Palmarès
- Champion d’Europe 125 cm3 en 1973, 1974 sur Zündapp
- Vainqueur de la Coupe de l'Avenir en 1974
- Vainqueur du Motocross des Nations 1977, 1979, 1980
- Vainqueur du Trophée des Nations en 1977 et 1980
- Champion du monde 500 cm3 en 1980, 1981, 1984 sur Team Honda HRC
- Vice-Champion du monde 500 cm3 en 1983, 1985, 1986 sur Team Honda HRC
- Vainqueur du Motocross der Azen en 1983
- Champion de Belgique MX en 1977 (250 cm3), 1983 et 1985 (500 cm3)

## Distinctions
- Lauréat du Trophée national du Mérite sportif en 1984
- Sportif belge de l'année 1981 et 1984

### Vidéographie
- Les "Intouchables" belges: l'histoire d'André Malherbe, 1/1/2012, sur l'amitié de Malherbe et Jean-Claude Laquaye.
- Gérald Wéry, « André Malherbe, une légende », sur motoverte.com, RTBF, La Une, février 2010 (version du 2 février 2010 sur Internet Archive)